# Municipio de Eagle Harbor
El municipio de Eagle Harbor (en inglés: Eagle Harbor Township) es un municipio ubicado en el condado de Keweenaw en el estado estadounidense de Míchigan. En el año 2010 tenía una población de 217 habitantes y una densidad poblacional de 0,15 personas por km².

## Geografía
El municipio de Eagle Harbor se encuentra ubicado en las coordenadas 47°57′49″N 88°55′35″O / 47.96361, -88.92639. Según la Oficina del Censo de los Estados Unidos, el municipio tiene una superficie total de 1406,38 km², de la cual 467,25 km² corresponden a tierra firme y (66,78 %) 939,12 km² es agua.

## Demografía
Según el censo de 2010, había 217 personas residiendo en el municipio de Eagle Harbor. La densidad de población era de 0,15 hab./km². De los 217 habitantes, el municipio de Eagle Harbor estaba compuesto por el 98,16 % blancos, el 0,46 % eran afroamericanos, el 0,46 % eran amerindios y el 0,92 % eran de una mezcla de razas. Del total de la población el 1,84 % eran hispanos o latinos de cualquier raza.